# Agiá
Agiá (en griego: Αγιά) es un municipio de Grecia en la unidad periférica de Larisa. En el censo de 2001 su población era de 13.200 habitantes.
A raíz de la reforma administrativa del Plan Calícrates en vigor desde enero de 2011, se incorporaron otros municipios a Agiá, y su superficie aumentó de 133 a 662 km² y la población de 6.458 a 13.200.